# 佐藤真平

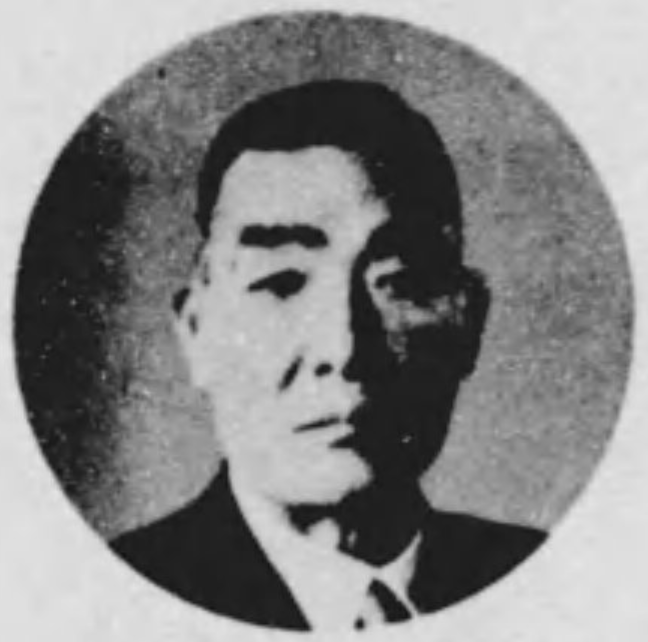
佐藤 真平

佐藤 真平（さとう しんぺい、1873年（明治6年）11月12日 - 1942年（昭和17年）12月17日）は、大正から昭和時代前期の政治家。宮城県石巻市長。

## 経歴・人物
宮城県出身。佐藤市郎の長男。1923年（大正12年）2月に宮城県黒川郡長を経て、1924年（大正13年）10月に同県亘理郡長に就任。同年12月に退官したのち、1933年（昭和8年）4月に石巻市会議員に当選する。同議長を経て、1937年（昭和12年）4月に同市会議員に再選し、同月20日に石巻市長に就任した。1938年（昭和13年）11月、辞任した。ほか、横屋取締役を務めた。